# Władysław Supriaha
Władysław Serhijowycz Supriaha (ukr. Владислав Сергійович Супряга, ur. 15 lutego 2000 w Odessie) – ukraiński piłkarz, grający na pozycji napastnika.

## Kariera piłkarska

### Kariera klubowa
Wychowanek Akademii Piłkarskiej Dnipro Dniepropetrowsk, barwy której bronił w juniorskich mistrzostwach Ukrainy (DJuFL). 5 sierpnia 2016 roku rozpoczął karierę piłkarską w młodzieżowej drużynie Dnipra U-21, potem grał w juniorskiej drużynie. Latem 2017 przeniósł się do SK Dnipro-1. 10 sierpnia 2018 przeszedł do Dynama Kijów. 26 czerwca 2019 powrócił do SK Dnipro-1 na zasadach wypożyczenia.

### Kariera reprezentacyjna
W 2016 debiutował w juniorskiej reprezentacji Ukrainy U-17. W latach 2017-2018 występował w reprezentacji U-19. W 2018 został powołany do młodzieżowej reprezentacji Ukrainy.

## Sukcesy i odznaczenia

### Sukcesy reprezentacyjne
- Mistrzostwo świata U-20: 2019

### Sukcesy klubowe
SK Dnipro-1
- wicemistrz Ukraińskiej Drugiej Ligi: 2017/18

Dynamo Kijów
- wicemistrz Ukrainy: 2018/19

### Odznaczenia
- Order „Za zasługi” III Klasy – 2019[3]
- tytuł Mistrza Sportu Ukrainy – 2019